# Stars and Stripes (quotidiano)
Stars and Stripes è un quotidiano statunitense che ha sede a Washington e opera dall'interno del United States Department of Defense, ma ne è editorialmente separato. Produce principalmente notizie indipendenti riguardo alla vita militare. Creato nel 1861, da allora ha inviato reporter durante tutti i conflitti bellici combattuti dalle truppe statunitensi.
Nell'edizione attuale è distribuito nelle installazioni militari degli Stati Uniti, in Europa e nell'Est asiatico. Consta di circa 40-50 pagine ed è pubblicato in formato tabloid e online.

## Storia

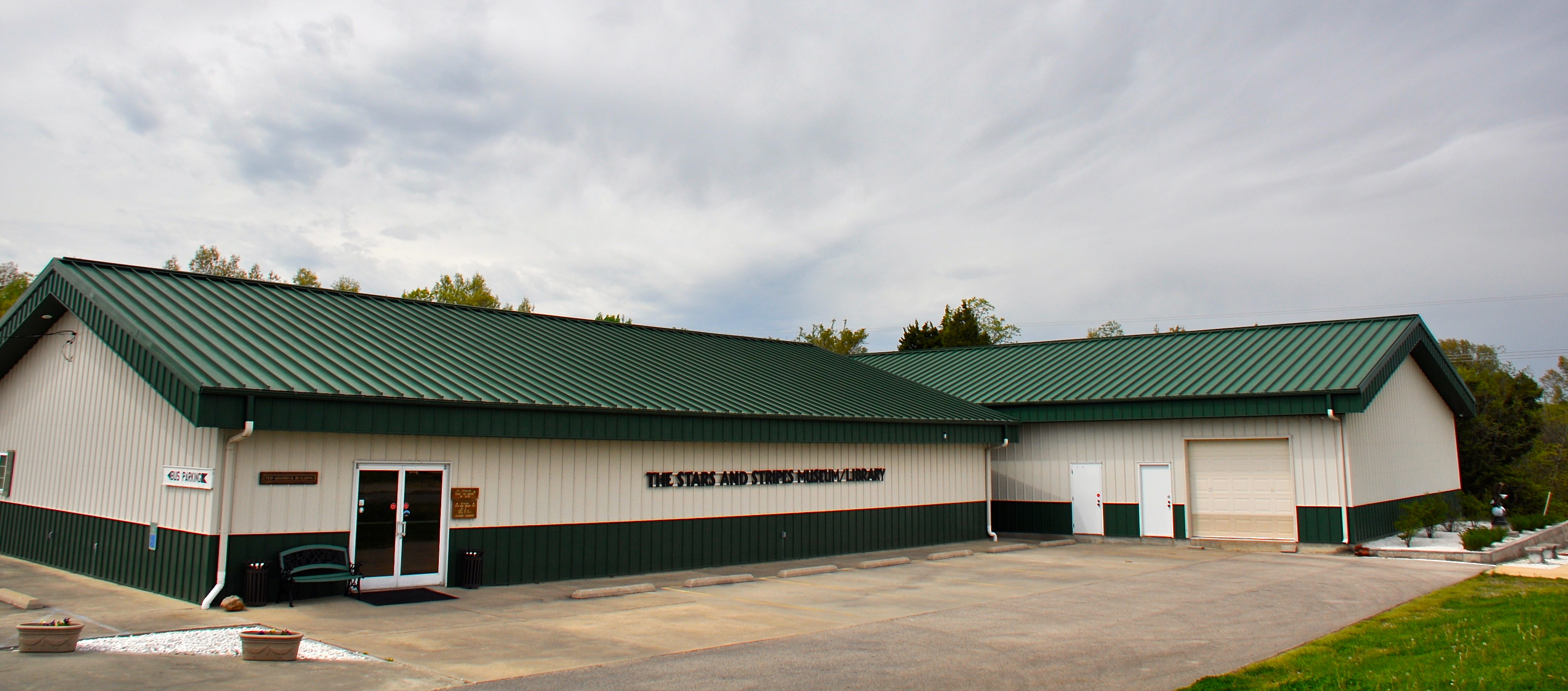
Il Museo Stars and Stripes a Bloomfield, Stoddard County, Missouri.

Il 9 novembre 1861, durante la guerra civile americana, i soldati dell'11º , 18º e 29º reggimento dell'Illinois si accamparono nella città di Bloomfield, nel Missouri. Trovando l'ufficio del giornale locale vuoto, decisero di stampare un giornale sulle loro attività. L'hanno chiamato Stelle e Strisce. La tradizione ritiene che questo sia l'origine della storia del giornale. Il Stars and Stripes Museum / Library Association si trova a Bloomfield.

### Prima guerra mondiale

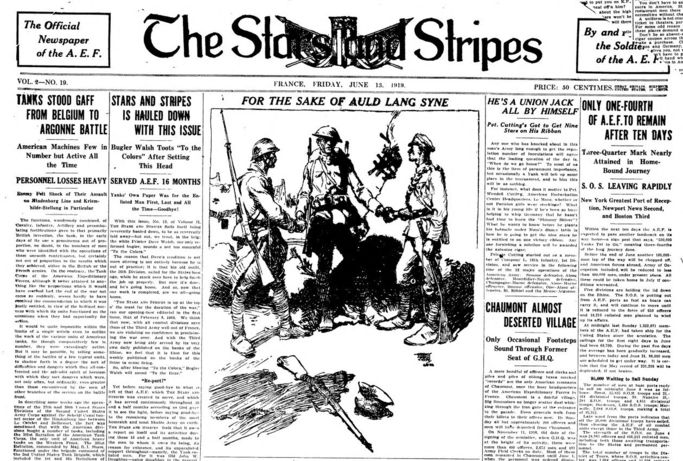
L'ultimo numero nella prima guerra mondiale di Stars and Stripes il 13 giugno 1919

Durante la prima guerra mondiale, lo staff, i giornalisti itineranti e gli illustratori di Stars and Stripes erano giornalisti veterani o giovani soldati che sarebbero poi diventati tali negli anni del dopoguerra. Fu pubblicato dall'American Expeditionary Forces (AEF) dall'8 febbraio 1918 al 13 giugno 1919. Harold Ross, editore di Stars and Stripes, tornò a casa per fondare la rivista The New Yorker. Cyrus Baldridge, il suo direttore artistico e illustratore principale, divenne non solo un importante illustratore di libri e riviste ma anche scrittore, tipografo e scenografo. Il redattore della pagina sportiva Grantland Rice ha avuto una lunga carriera nel giornalismo e ha fondato uno studio cinematografico chiamato Grantland Rice Sportlight. I saggi del critico drammatico Alexander Woollcott per Stars and Stripes furono raccolti nel suo libro del 1919, "The Command Is Forward". 

### Seconda guerra mondiale

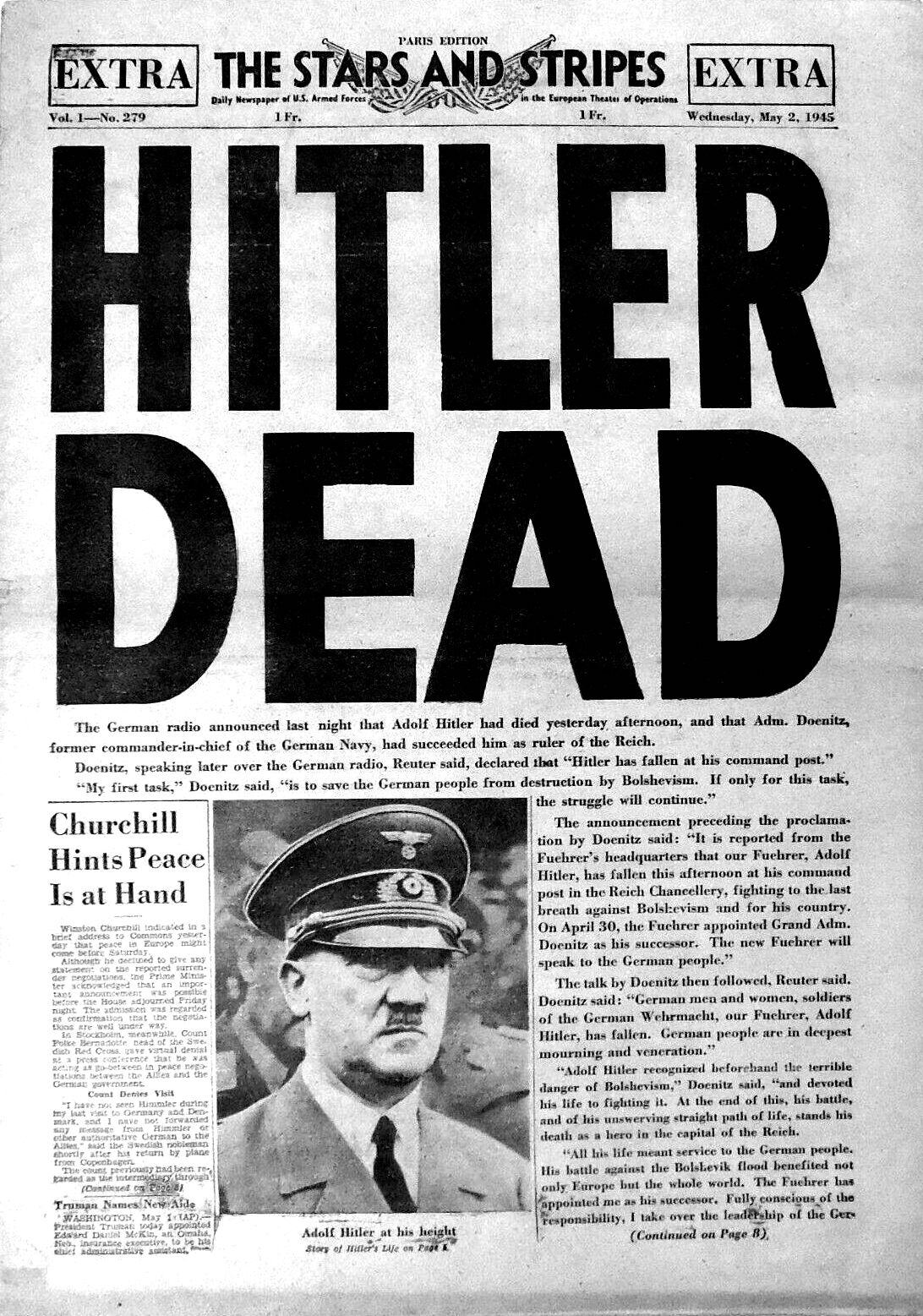
Il 2 maggio 1945 Stars and Stripes annunciò la morte di Adolf Hitler

Durante la seconda guerra mondiale, il giornale (settimanale in otto pagine) fu stampato in dozzine di edizioni a seconda delle diverse zone operative. Ancora una volta, sia i giornalisti in uniforme che i giovani soldati, alcuni dei quali sarebbero poi diventati importanti giornalisti, hanno fatto parte dello staff. Alcune delle edizioni furono assemblate e stampate molto vicino al fronte per fornire le ultime informazioni al maggior numero di truppe. Inoltre, durante la guerra, il giornale ha pubblicato la serie di 53 libri "GI Stories". 
Dopo che Bill Mauldin ha realizzato nel giornale i suoi famosi cartoni animati "Up Front", è tornato a casa dove ha avuto a una carriera di successo come fumettista editoriale: per due volte è stato il vincitore del Premio Pulitzer.
La rivista pubblicava spesso fotografie di una giovane Marilyn Monroe, allora conosciuta come Norma Jeane Dougherty, cosa che in seguito la portò ad essere chiamata "Miss Cheesecake 1952" dalla rivista Stars & Stripes.